# العلاقات الروسية الموريتانية
العلاقات الروسية الموريتانية هي العلاقات الثنائية بين الجمهورية الإسلامية الموريتانية وروسيا الإتحادية.

## التاريخ
أقيمت العلاقات الدبلوماسية بين الاتحاد السوفيتي وجمهورية موريتانيا الإسلامية في 12 يوليو عام 1964. واعترفت موريتانيا بروسيا الاتحادية رسميا في 29 ديسمبر عام 1991.
في مايو 1991 زار موسكو وزير الخارجية والتعاون الموريتاني حيث أجريت معه مشاورات سياسية. وفي يوليو/تموز 2004 قام السكرتير العام لوزارة الخارجية الموريتانية بزيارة موسكو. وأثناء انعقاد اجتماعات الجمعية العمومية لهيئة الأمم التحدة في 18 سبتمبر عام 2005 التقى نائب وزير الخارجية الروسي الكسندر ياكوفينكو بوزير الخارجية الموريتاني احمد ولد احمد.
وفي 27 يونيو عام 2010 قامت وزيرة الخارجية الموريتانية الناهة بنت مكناس بزيارة رسمية إلى موسكو، حيث التقت مع نظيرها الروسي سيرغي لافروف.
ويستمر الحوار بين برلمانيي البلدين، ففي فبراير 1993 زار نواكشوط وفد برلماني روسي برئاسة نائب رئيس المجلس الأعلى لروسيا الاتحادية. وفي أغسطس 1993 قام رئيس مجلس الأعيان الموريتاني بزيارة موسكو. وفي أكتوبر 2004 زار وفد مشترك من مجلس الدوما الروسي ومجلس الاتحاد نواكشوط للإشتراك في الاجتماع الخاص لمجموعة البحر الأبيض المتوسط التابعة للجمعية البرلمانية للناتو.

## العلاقات الاقتصادية
بلغ حجم التبادل التجاري بين البلدين في 2008 حسب المعطيات الموريتانية 50 مليون دولار (بشكل أساسي تصدير السمك والمنتجات السمكية من موريتانيا).
ويعتبر موضوع صيد الأسماك في البحر من المواضيع الحيوية القابلة للتطور بين روسيا وموريتانيا. في 12 مايو عام 2003 تم في موسكو التوقيع على اتفاقية جديدة للتعاون في مجال صيد الأسماك البحرية والإنتاج السمكي. في سنوات 2003 و2005 و2008 انعقدت ثلاث دورات للجنة الروسية – الموريتانية المشتركة في مجال صيد الأسماك.
تم بالاشتراك مع المصارف التجارية الروسية في مدينة نواديبو بناء مصنع لتعليب الأسماك والذي بدأ بالإنتاج في صيف عام 2002.
في سنة 1999 ظهرت آفاق للتعاون وتطويرها في مجال الجيولوجيا، حيث ساهمت شركة «باشنيفت» الروسية في عمليات التنقيب عن النفط. وتمكن الخبراء الروس في شهر فبراير/شباط 2001 من اكتشاف مكمن للنفط. وتعمل في هذه المنطقة حاليا مجموعة للتنقيب الجيولوجي من شركة «تومين نيفت جيوفيزيكا» حيث تجري عمليات البحث الزلزالي وعمليات تفجير والتي كانت نتائجها إيجابية.